# 青南商事
株式会社青南商事（せいなんしょうじ）は、青森県弘前市に本社を置く、産業系廃棄物処理業者である。
東北地方の各地に事業を展開している。ラグビー女子日本代表のスポンサーでもある。

## 沿革
- 1955年4月 - 「安東商会」創業。
- 1972年9月 - 「株式会社青南商事」に法人化。
- 1980年8月 - 本社を弘前市和徳工業団地に移転。

## 主な事業
- 産業系廃棄物の処理・運搬
- 自動車のリサイクル
- 鉄・非鉄に関わるスクラップ　など

## 事業所
- 弘前支店（本社） 青森県弘前市神田5-4-5
- 青森支店 青森市大字戸門字山部50
- 八戸支店 青森県八戸市桔梗野工業団地2-10-36
- 盛岡支店 岩手県紫波郡矢巾町大字西徳田第八地割11-1
- 仙台支店 宮城県塩竈市貞山通1-45-20
- 郡山支店 福島県須賀川市越久字下田70-12
- 酒田支店 山形県酒田市宮海字南浜1-101

## 関連会社
- 秋田臨港
- 青南エンジニア
- 青森リニューアブル・エナジー・リサイクリング（青森RER）
- 青南エクスプレス